# غاية غورسل
غاية غورسل (بالتركية: Gaye Gürsel)‏ ممثلة تركية، ولدت في 1 أكتوبر 1980 في مدينة إزمير، وتخرجت من جامعة إسطنبول عام 2002 من كلية إدارة الأعمال. لها العديد من الأعمال التلفزيونية، ومن أشهرها دورها في مسلسل وادي الذئاب.

## روابط خارجية
- غاية غورسل على موقع IMDb (الإنجليزية)
- غاية غورسل على موقع ألو سيني (الفرنسية)
- غاية غورسل على موقع أول موفي (الإنجليزية)
- غاية غورسل على موقع قاعدة بيانات الفيلم (الإنجليزية)
- غاية غورسل على موقع كينوبويسك (الروسية)